# مونتيسيلو (نيويورك)
مونتيسيلو (بالإنجليزية: Monticello, New York)‏ هي منطقة سكنية تقع في الولايات المتحدة في مقاطعة سوليفان، نيويورك. يقدر عدد سكانها بـ 6,726 نسمة ومساحتها 10.5 كم2 وترتفع عن سطح البحر 461 متر.

## التركيبة السكانية
حدّد مكتب تعداد الولايات المتحدة بيانات التركيبة السكانية لمونتيسيلو في تعداد الولايات المتحدة. في ما يلي، التركيبة السكانية حسب تعدادي 2000 و2010.

### تعداد عام 2000
بلغ عدد سكان مونتيسيلو 6,512 نسمة بحسب تعداد عام 2000، وبلغ عدد الأسر 2,554 أسرة وعدد العائلات 1,461 عائلة مقيمة في القرية. في حين سجلت الكثافة السكانية 614.3 نسمة لكل كيلومتر مربع (1,591.0/ميل2). وبلغ عدد الوحدات السكنية 3,758 وحدة بمتوسط كثافة قدره 354.5 لكل كيلومتر مربع (918.2/ميل2).
وتوزع التركيب العرقي للقرية بنسبة 55.57% من البيض و29.32% من الأمريكيين الأفارقة و0.31% من الأمريكيين الأصليين و2.13% من الأمريكيين ذوي الأصول الآسيوية و0.05% من سكان جزر المحيط الهادئ و8.14% من الأعراق الأخرى و4.48% من عرقين مختلطين أو أكثر و23.16% من الهسبانيون أو اللاتينيون من أي عرق.
بلغ عدد الأسر 2,554 أسرة كانت نسبة 35.3% منها لديها أطفال تحت سن الثامنة عشر تعيش معهم، وبلغت نسبة الأزواج القاطنين مع بعضهم البعض 29.9% من أصل المجموع الكلي للأسر، ونسبة 21.8% من الأسر كان لديها معيلات من الإناث دون وجود شريك، بينما كانت نسبة 5.5% من الأسر لديها معيلون من الذكور دون وجود شريكة وكانت نسبة 42.8% من غير العائلات. تألفت نسبة 36.1% من أصل جميع الأسر من عدة أفراد يعيشون في نفس المنزل ونسبة 13.7% كانت تتألف من شخص يعيش بمفرده يبلغ من العمر 65 عاماً أو أكثر. وبلغ متوسط حجم الأسرة المعيشية 2.39، أما متوسط حجم العائلات فبلغ 3.14.
بلغ العمر الوسطي للسكان 34.9 عاماً. وكانت نسبة 28.1% من القاطنين تحت سن الثامنة عشر، وكانت نسبة 8% بين الثامنة عشر والرابعة والعشرين عاماً، ونسبة 24.6% كانت واقعةً في الفئة العمرية ما بين الخامسة والعشرين والرابعة والأربعين عاماً، ونسبة 20.7% كانت ما بين الخامسة والأربعين والرابعة والستين، ونسبة 12.1% كانت ضمن فئة الخامسة والستين عاماً فما فوق. يوجد لكل 100 أنثى 88.4 ذكر، ويوجد لكل 100 أنثى في الثامنة عشر من عمرها فما فوق 81.2 ذكر.
بلغ متوسط دخل الأسرة في القرية 22,671 دولارًا، أما متوسط دخل العائلة فبلغ 29,554 دولارًا. وكان متوسط دخل الذكور 32,623 دولارًا مقابل 22,827 دولارًا للإناث. وسجل دخل الفرد الخاص بالقرية 14,433 دولارًا. وكانت نسبة 30.8% من العائلات ونسبة 35.6% من السكان تحت خط الفقر، وكان من هؤلاء نسبة 50.2% تحت سن الثامنة عشر ونسبة 23.7% في الخامسة والستين من العمر وما فوق.

### تعداد عام 2010
بلغ عدد سكان مونتيسيلو 6,726 نسمة بحسب تعداد عام 2010، وبلغ عدد الأسر 2,677 أسرة وعدد العائلات 1,486 عائلة مقيمة في القرية. في حين سجلت الكثافة السكانية 634.5 نسمة لكل كيلومتر مربع (1,643.3/ميل2). وبلغ عدد الوحدات السكنية 3,270 وحدة بمتوسط كثافة قدره 308.5 لكل كيلومتر مربع (799.0/ميل2).
وتوزع التركيب العرقي للقرية بنسبة 49.39% من البيض و32.13% من الأمريكيين الأفارقة و0.62% من الأمريكيين الأصليين و2.39% من الأمريكيين ذوي الأصول الآسيوية و9.44% من الأعراق الأخرى و6.02% من عرقين مختلطين أو أكثر و29.88% من الهسبانيون أو اللاتينيون من أي عرق.
بلغ عدد الأسر 2,677 أسرة كانت نسبة 34.9% منها لديها أطفال تحت سن الثامنة عشر تعيش معهم، وبلغت نسبة الأزواج القاطنين مع بعضهم البعض 25.4% من أصل المجموع الكلي للأسر، ونسبة 23.7% من الأسر كان لديها معيلات من الإناث دون وجود شريك، بينما كانت نسبة 6.4% من الأسر لديها معيلون من الذكور دون وجود شريكة وكانت نسبة 44.5% من غير العائلات. تألفت نسبة 38.4% من أصل جميع الأسر من عدة أفراد يعيشون في نفس المنزل ونسبة 14.2% كانت تتألف من شخص يعيش بمفرده يبلغ من العمر 65 عاماً أو أكثر. وبلغ متوسط حجم الأسرة المعيشية 2.38، أما متوسط حجم العائلات فبلغ 3.21.
بلغ العمر الوسطي للسكان 34.1 عاماً. وكانت نسبة 28.1% من القاطنين تحت سن الثامنة عشر، وكانت نسبة 10.1% بين الثامنة عشر والرابعة والعشرين عاماً، ونسبة 24.1% كانت واقعةً في الفئة العمرية ما بين الخامسة والعشرين والرابعة والأربعين عاماً، ونسبة 25.6% كانت ما بين الخامسة والأربعين والرابعة والستين، ونسبة 12.2% كانت ضمن فئة الخامسة والستين عاماً فما فوق. وتوزع التركيب الجنسي للسكان بنسبة 49.3% ذكور و50.7% إناث.

## أعلام
- ليون سيلفر
- راندال باتينكوف
- ديفيد كايل
- هانك غاريت
- جين د. بلوك